# Euloxia leucochorda
Euloxia leucochorda là một loài bướm đêm trong họ Geometridae.